# Saint-Léger-des-Bois
Saint-Léger-des-Bois is een plaats en voormalige gemeente in het Franse departement Maine-et-Loire in de regio Pays de la Loire en telt 1444 inwoners (2004). De plaats maakt deel uit van het arrondissement Angers.

## Geschiedenis
Saint-Léger-des-Bois is op 1 januari 2019 gefuseerd met de gemeente Saint-Jean-de-Linières tot de gemeente Saint-Léger-de-Linières. 

## Geografie
De oppervlakte van Saint-Léger-des-Bois bedraagt 15,5 km², de bevolkingsdichtheid is 93,2 inwoners per km².
De onderstaande kaart toont de ligging van Saint-Léger-des-Bois met de belangrijkste infrastructuur en aangrenzende gemeenten.

## Demografie
Onderstaande figuur toont het verloop van het inwonertal.